# Goulds kikkerbek
Goulds kikkerbek (Batrachostomus stellatus) is een vogel uit de familie Podargidae (kikkerbekken). De naam is een eerbetoon aan de Britse natuuronderzoeker John Gould.

## Verspreiding en leefgebied
Deze soort komt voor in West-Maleisië en op Sumatra en Borneo.